# Miklesz
Miklesz [pronunciación en polaco: /ˈmiklɛʂ/] es un pueblo en el distrito administrativo de Gmina Złoczew, dentro del condado de Sieradz, Voivodato de Łódź, en el centro de Polonia. Se encuentra a unos 3 kilómetros al este de Złoczew, 23 kilómetros al sur de Sieradz, y 71 kilómetros suroeste de la capital regional Łódź. La mayoría étnica es polaca.